# Phumtham Wechayachai
Phumtham Wechayachai (in thailandese ภูมิธรรม เวชยชัย; Bangkok, 5 dicembre 1953) è un politico thailandese, primo ministro della Thailandia ad interim dal 3 luglio 2025, in seguito alla sospensione di Paetongtarn Shinawatra. Originariamente non coinvolto, a causa di un rimpasto di gabinetto pre-organizzato dalla Prima ministra prima della sospensione, egli ha ottenuto l'incarico in virtù del suo ruolo di Vice Primo ministro.
In precedenza, egli ha altresì ricoperto l’incarico di capo del governo, seppur sempre ad interim dal 14, giorno della destituzione di Srettha Thavisin, al 18 agosto 2024, data di entrata in carica di Paetongtarn Shinawatra, nonché una serie di ruoli ministeriali dal 2023 al 2025.